# Spilosoma accensa
Spilosoma accensa är en fjärilsart som beskrevs av Swinhoe 1903. Spilosoma accensa ingår i släktet Spilosoma och familjen björnspinnare. Inga underarter finns listade i Catalogue of Life.